# Ferdinand von Plettenberg (Sänger)
Franz-Ferdinand von Plettenberg (* 10. Januar 1957 in Neheim) ist ein deutscher Opernsänger (Tenor).

## Leben
Von Plettenberg stammt aus der westfälischen Adelsfamilie von Plettenberg. Er studierte zunächst Kunstgeschichte und Philosophie in Braunschweig und München. Daneben nahm er privaten Gesangsunterricht bei Ada Zapperi. Ab 1985 studierte er Gesang für Oper, Lied und Oratorium an der Universität für Musik und darstellende Kunst Wien. Bedeutende Gesangspädagogen haben seine sängerische Laufbahn maßgebend beeinflusst, wie zum Beispiel Helene Karusso, Peter Schreier, Erik Werba und Antonio Carangelo.
Noch während seines Studiums begann von Plettenberg eine rege Konzerttätigkeit mit dem Vocalensemble La Capella. 1988 debütierte er am Landestheater Coburg als Don Ottavio in Don Giovanni. Es folgten Engagements an den Opernbühnen von Budapest, Prag, Wien sowie am Theater des Westens in Berlin. Des Weiteren führten den freischaffenden Künstler Gastauftritte unter anderem an das Stadttheater Klagenfurt, an die Landestheater von Dessau, Neustrelitz, Flensburg, Salzburg, an die Stadttheater von Baden und Luzern, an die Volksoper Wien, an das Staatstheater am Gärtnerplatz sowie 2009 zu den Tiroler Festspielen in Erl.
Von Plettenberg lebt in Wien und ist neben seiner Bühnenpräsenz als Lied-, Oratorien- und Konzertsänger tätig. Er gastierte bisher in den großen Konzertsälen von Aachen, Berlin, Leipzig, München, Bremen, Hamburg, Wien, Krefeld, Tokyo etc. Sein Repertoire umfasst Werke von Joseph Haydn, Franz Schubert, Robert Schumann, Johannes Brahms, Kurt Weill, Georg Friedrich Händel und anderen.

## Repertoire (Auswahl)
- Rodolfo La Bohème
- Rodolfo Luisa Miller
- Don Carlos Don Carlos
- Gottesnarr Boris Godunow
- Steuermann Der Fliegende Holländer
- Florestan Fidelio
- Don José Carmen
- Cavaradossi Tosca
- Ernesto Don PasqualeDr. Cajus Falstaff
- Gabriel von Eisenstein Die Fledermaus
- Graf Zedlau Wiener Blut

## Auszeichnungen
1993: 1. Preis beim Internationalen Mozart-Gesangswettbewerb in Budapest